# Paphos (Mythologie)
Paphos (altgriechisch Πάφος Páphos) ist in der griechischen Mythologie die Namensgeberin der Stadt Paphos auf Zypern.
Sie war (nach Ovid) die Tochter des Pygmalion und seiner von Aphrodite belebten Elfenbeinstatue. In dieser Version dient ihr Name auch zur Bezeichnung der ganzen Insel, nicht nur der Stadt.
In den Scholien zu Pindars zweiter Pythischer Ode wird sie als Mutter des Kinyras bezeichnet, wobei als Vater entweder Apollon oder ein Eurymedon genannt werden.